# 1912 au théâtre
| Années du théâtre : 1909 - 1910 - 1911 - 1912 - 1913 - 1914 - 1915    |
| Décennies du théâtre : 1880 - 1890 - 1900 - 1910 - 1920 - 1930 - 1940 |

Cet article présente les faits marquants de l'année 1912 au théâtre.

## Pièces de théâtre représentées
- 4 octobre : La Prise de Berg-Op-Zoom de Sacha Guitry, Théâtre du Vaudeville

## Naissances
- 25 octobre : Badura Afganli, peintre et scénographe de théâtre soviétique et russe , morte le 7 mai 2002.